# Jean-Marie le Bourvelec
Joseph Jean-Marie le Bourvelec (* 23. Juli 1880 in Brest; † 20. Juli 1969 in Caen) war ein französischer Turner.

## Leben
Jean-Marie le Bourvelec belegte bei den Olympischen Sommerspielen 1900 in Paris in dem als „Championnat International de Gymnastique“ bezeichneten Einzelmehrkampf den 65. Platz.